# Axinit
Axinit (auch Thumerstein oder Thumit) ist die Sammelbezeichnung für eine Gruppe nicht näher spezifizierter Minerale aus der Mineralklasse der „Silikate und Germanate“. Es handelt sich um die Endglieder einer Mischkristallreihe mit folgender Zusammensetzung:
- Axinit-(Fe) (ehemals Ferro-Axinit): Ca2Fe2+Al2B[4][O|OH|(Si2O7)2][2]
- Axinit-(Mg) (Magnesio-Axinit) Ca2MgAl2B[4][O|OH|(Si2O7)2][2]
- Axinit-(Mn) (Manganaxinit) Ca2Mn2+Al2B[4][O|OH|(Si2O7)2][2]

Als Zwischenglied zählt noch Tinzenit mit der Zusammensetzung (Ca,Mn2+)2(Mn2+,Fe2+)Al2B[O|OH|(Si2O7)2] zu dieser Mineralreihe.

## Etymologie und Geschichte
Axinit wurde erstmals vom französischen Mineralogen René-Just Haüy 1797 beschrieben, der das Mineral nach seiner oft charakteristischen, axt- bzw. beilähnlichen Kristallform (altgriechisch ἀξίνη axínē, deutsch ‚Axt, Beil‘) benannte.

## Klassifikation
Bereits in der veralteten 8. Auflage der Mineralsystematik nach Strunz gehörten die Minerale der Axinitgruppe zur Klasse der „Silikate und Germanate“ und dort zur Abteilung „Ringsilikate (Cyclosilikate)“, wo sie zusammen mit Baotit die „Baotit-Axinit-Gruppe“ mit der System-Nr. VIII/C.04 und den weiteren Mitgliedern Kainosit, Muirit, Papagoit, Taramellit und Tinzenit bildete.
Im Lapis-Mineralienverzeichnis nach Stefan Weiß, das sich aus Rücksicht auf private Sammler und institutionelle Sammlungen noch nach dieser klassischen Systematik von Karl Hugo Strunz richtet, erhielten die Endglieder der „Axinit-Gruppe“ die System- und Mineral-Nummern VIII/C.08-10 (Axinit-(Mg)), VIII/C.08-20 (Axinit-(Fe)) und VIII/C.08-30 (Axinit-(Mn)). In der „Lapis-Systematik“ entspricht dies der Abteilung „Gruppensilikate“ (Stand 2018).
Die seit 2001 gültige und von der International Mineralogical Association (IMA) bis 2009 aktualisierte 9. Auflage der Strunz’schen Mineralsystematik ordnet die Axinitgruppe ebenfalls in die Abteilung der „Gruppensilikate (Sorosilikate)“ ein. Diese ist allerdings weiter unterteilt nach der Struktur der Silikatgruppen, so dass die in die Gruppe einsortierten Minerale entsprechend ihrem Aufbau in der Unterabteilung „Si2O7 Gruppen mit zusätzlichen Anionen; Kationen in tetraedrischer [4]er- und/oder anderer Koordination“ zu finden sind. Die Axinitgruppe trägt hier die System-Nr. 9.BD.20.
Auch die vorwiegend im englischen Sprachraum gebräuchliche Systematik der Minerale nach Dana ordnet die Axinitgruppe in die Abteilung der „Gruppensilikate“ ein. Hier ist sie mit der System-Nr. 56.02.02 innerhalb der Unterabteilung „Gruppensilikate: Si2O7-Gruppen und O, OH, F und H2O mit Kationen in [4] und/oder >[4]-Koordination“ zu finden.

## Kristallstruktur
Alle Minerale der Axinit-Gruppe kristallisieren triklin in der Raumgruppe P1 (Raumgruppen-Nr. 2), unterscheiden sich jedoch aufgrund der leicht unterschiedlichen Ionenradien von Eisen (82 pm), Magnesium (91 pm) und Mangan (78 pm) in den jeweiligen Gitterparametern:
- Axinit-(Fe): a = 7,16 Å; b = 9,20 Å; c = 8,96 Å; α = 91,8°; β = 98,1° und γ = 77,3°[2]
- Axinit-(Mg): a = 7,14 Å; b = 9,16 Å; c = 8,94 Å; α = 91,9°; β = 98,1° und γ = 77,5°[2]
- Axinit-(Mn): a = 7,16 Å; b = 9,18 Å; c = 8,96 Å; α = 92,0°; β = 98,3° und γ = 77,3°[2]

Die Anzahl der Formeleinheiten pro Elementarzelle beträgt jeweils zwei.
Die Axinit-Struktur kann als Abfolge von Borosilikat-Tetraederschichten und Schichten oktaedrisch koordinierter Kationen (Al, Fe, Ca, Mn, Mg) beschrieben werden.
Silicium (Si) und Bor (B) sind tetraedrisch von vier Sauerstoffionen (O) umgeben. Jeweils zwei SiO4-Tetraeder sind über eine gemeinsame Ecke zu einer Si2O7-Gruppe verbunden. Vier solcher Si2O7-Gruppen sind durch zwei BO4-Tetraeder über gemeinsame Ecken zu einem 6er Borosilikatring verknüpft, von dem zwei Si2O7- Gruppen abzweigen. Diese verzweigten Borosilikat-Anionenkomplexe sind schichtförmig parallel zur (1 2 1)-Ebene angeordnet.
Aluminium (Al), Eisen (Fe) und Calcium (Ca) sind oktaedrisch von 6 Sauerstoffatomen umgeben. Vier AlO6-Oktaeder sind über gemeinsame Kanten zu einer Kette verbunden, an deren Enden jeweils ein FeO6-Oktaeder sitzt. Diese linearen 6er-Oktaedergruppen sind über stark verzerrte CaO6-Oktaeder zu Schichten verbunden.

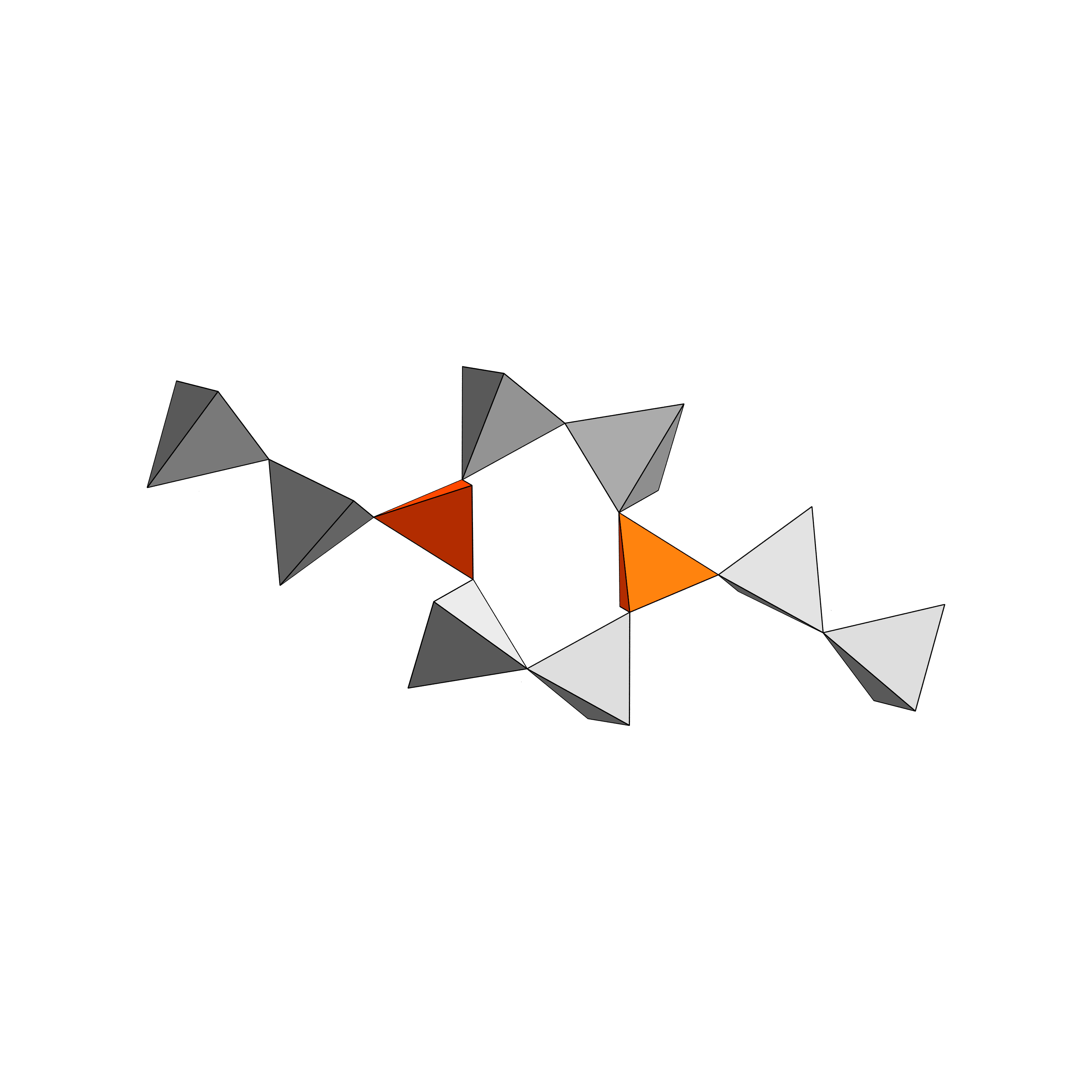
Borosilikat-Anionenkomplex des Axinit: grau: SiO4-Tetraeder; orange: BO4-Tetraeder
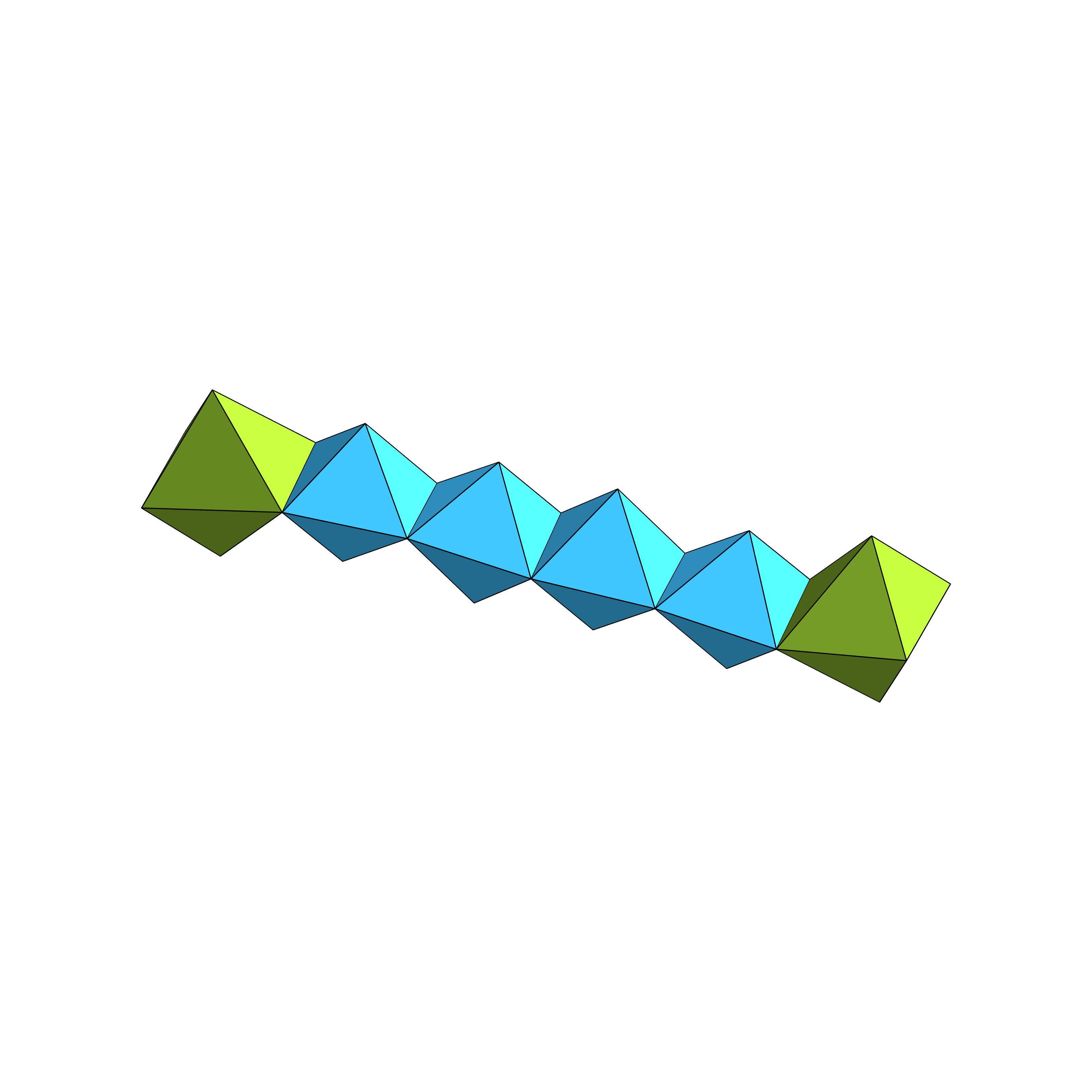
Lineare 6er-Oktaedergruppe des Axinit: hellblau: AlO6- Oktaeder; dunkelgrün: FeO6-Oktaeder

## Eigenschaften
Manche manganreiche Proben weisen rote Lumineszenz auf.

## Bildung und Fundorte

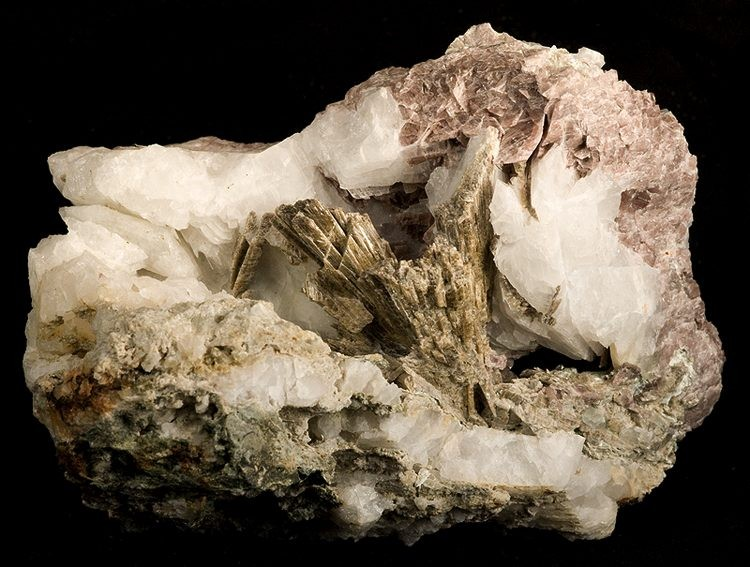
Milchquarz (weiß), Klinozoisit (grün) und Axinit-(Fe) (hellviolett) vom Steinbruch Geigenberg bei Kirchham/Maishofen, Salzburg, Österreich (Größe: 11,5 × 8,1 × 5,7 cm)

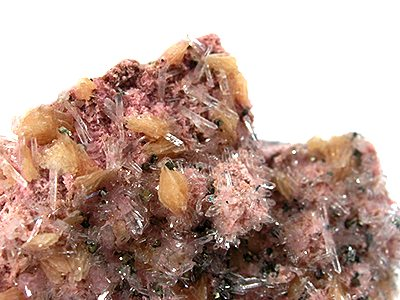
Axinit-(Mn) mit Rhodonit (rosa) und Quarz (farblos) aus Pachapaqui, Provinz Bolognesi, Peru (Gesamtgröße der Stufe: 4,8 × 3,6 × 2 cm)

Axinite bilden sich vorwiegend durch hydrothermale Vorgänge und durch Kontaktmetamorphose in alpinen Klüften und kalkhaltigen Gesteinen. Als Begleitminerale treten unter anderem Aktinolith, Albit, Andradit, Calcit, Chlorite, Datolith, Epidot, Hedenbergit, Klinozoisit, Prehnit, Quarz, Tremolit, Turmaline, Vesuvianit und Zoisit auf.
Axinit kommt im Allgemeinen eher selten vor, das heißt, er kann an verschiedenen Fundorten zum Teil zwar reichlich vorhanden sein, insgesamt ist er aber wenig verbreitet. Am weitesten verbreitet ist Axinit-(Fe) mit rund 230 bekannten Fundorten, gefolgt von Axinit-(Mn) mit rund 60 und Axinit-(Mg) mit etwa 10 bekannten Fundorten (Stand: 2012).
In Deutschland traten Axinit-(Fe) und Axinit-(Mn) bisher nur im Harz (Bad Harzburg, Treseburg), wobei der Harz für den Axinit-(Mn) als Typlokalität gilt. Außerdem wurde es früher auch in der Gegend um Thum im sächsischen Erzgebirge gefunden, woher auch der Name Thumerstein oder Thumit rührt.
In Österreich fand sich Axinit-(Fe) an mehreren Orten in Kärnten (Koralpe, Saualpe) und Salzburg (Hohe Tauern, Saalfelden), Axinit-(Mg) dagegen bisher nur bei Schwallenbach in Niederösterreich.
In der Schweiz konnte Axinit-(Fe) unter anderem bei Steinibach (Elm GL, Glarus) sowie an mehreren Orten in den Kantonen Graubünden, Tessin, Uri und Wallis nachgewiesen werden.
Weitere Fundorte liegen unter anderem in Australien, Chile, China, Finnland, Frankreich, Iran, Irland, Italien, Japan, Kanada, Kasachstan, Madagaskar, Marokko, Mexiko, Namibia, Neuseeland, Norwegen, Pakistan, Peru, Polen, Rumänien, Russland, Schweden, der Slowakei, Spanien, Südafrika, Tansania, Tschechien, der Türkei, Ungarn, im Vereinigten Königreich (Großbritannien) und den Vereinigten Staaten von Amerika (USA).

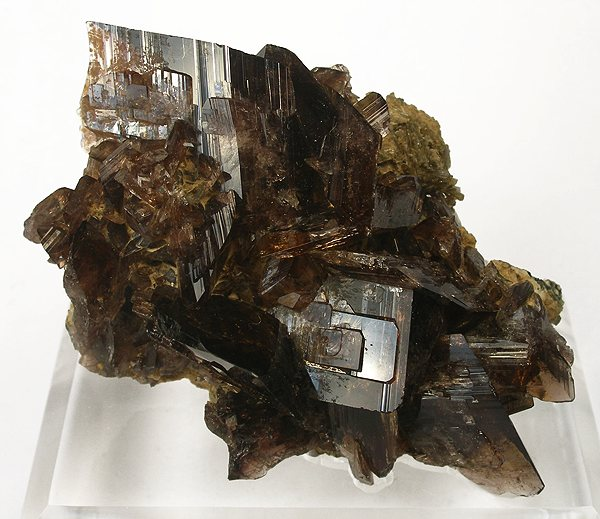
Axinit-(Fe) aus Le Bourg-d’Oisans, Isère, Rhône-Alpes, Frankreich (Größe: 8,7 × 5,7 × 4,0 cm)
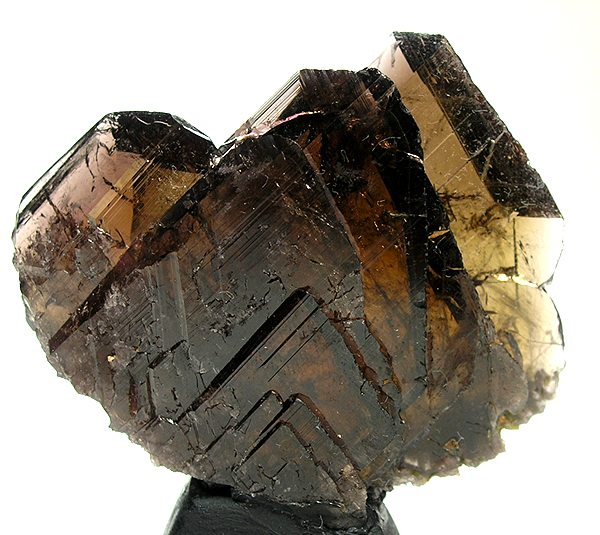
Axinit-(Fe) aus New Melones Dam, Calaveras County, Kalifornien, USA (Größe: 5,3 × 5 × 0,6 cm)
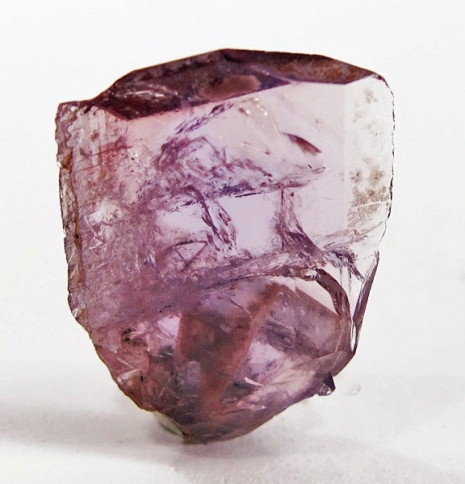
Axinit-(Mg) aus Merelani Hills (Mererani), Lelatema Mountains, Arusha, Tansania (Größe: 2,1 × 1,5 × 0,5 cm)
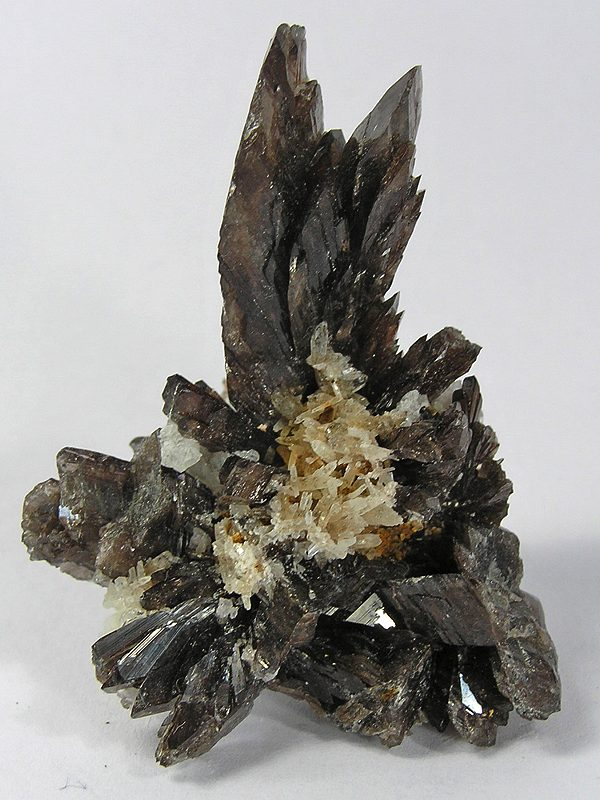
Axinit-(Mn) aus Dalnegorsk, Region Primorje, Russland (Größe: 4,1 × 4 × 3,8 cm)
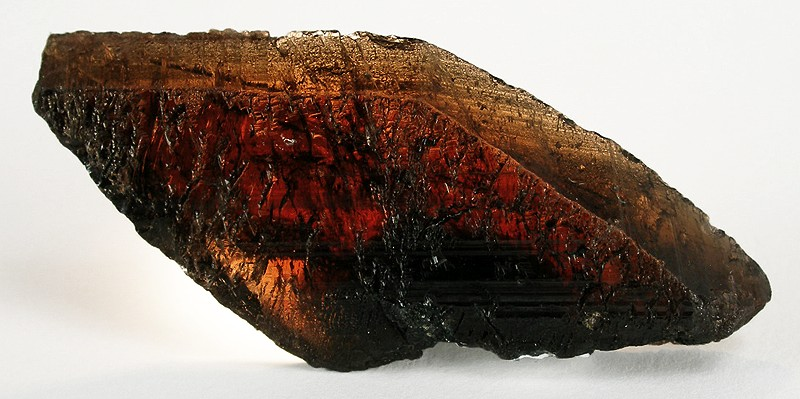
Axinit-(Mn) aus Vitória da Conquista, Bahia, Brasilien (Größe: 5,5 × 2,4 × 0,8 cm)

## Verwendung

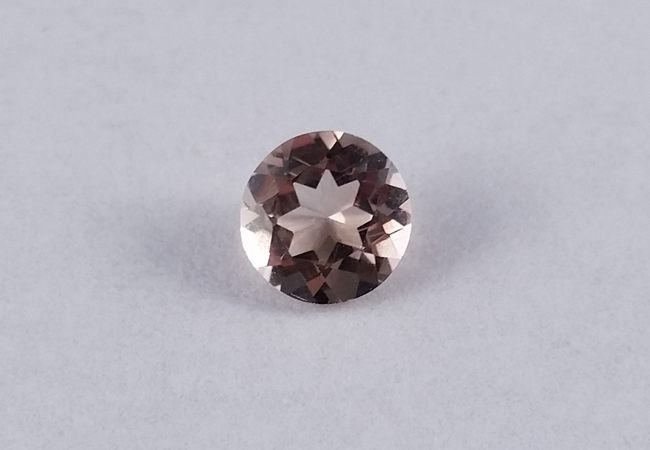
Axinit, 1.02ct, Brasilien

Axinit ist wegen seiner oft ausgeprägten Kristalle in Axtform vor allem ein Sammlermineral. Bei guter Qualität wird er aber gelegentlich auch zu Schmucksteinen verarbeitet.